# Stonedhenge
Stonedhenge är bluesrockbandet Ten Years Afters tredje album, utgivet 1969. Albumet innehåller mer lugna stämningssökande kompositioner än på deras två tidigare skivor, exempelvis det åtta minuter långa spåret "No Title".
Albumet utgavs i ett utviksfodral med en bild av Stonehenge på framsidan. I USA användes ett annat omslagsfoto där medlemmarnas huvuden klippts in i Stonehenge. På nyutgåvor har dock det europeiska omslaget använts även i USA.

## Låtlista
Alla låtar är skrivna av Alvin Lee om inget annat anges.

### Original LP
1. "Going to Try" – 4:51
2. "I Can't Live Without Lydia" (Chick Churchill) – 1:23
3. "Woman Trouble" – 4:37
4. "Skoobly-Oobly-Doobob" – 1:42
5. "Hear Me Calling" – 5:44
6. "A Sad Song" – 3:23
7. "Three Blind Mice" (Trad. arr. Ric Lee) – 0:58
8. "No Title" – 8:12
9. "Faro" (Leo Lyons) – 1:11
10. "Speed Kills" (Alvin Lee, Mike Vernon) – 3:41

### Bonusspår från 2002 års CD-utgåva
1. "Hear Me Calling" – 3:46  (singelversionen)
2. "Woman Trouble" – 4:51  (US version)
3. "I'm Going Home" – 3:39 (singelversionen)
4. "Boogie On" – 14:26

Total tid: 59:04 (inklusive bonusspår)
Alla spår är producerade av Mike Vernon förutom spår 11 som är producerat av Ten Years After.

## Medverkande
- Alvin Lee — sång, gitarr
- Chick Churchill — piano, orgel
- Leo Lyons — elbas
- Ric Lee — trummor

## Listplaceringar
- Billboard 200, USA: #61[1]
- UK Albums Chart, Storbritannien: #6[2]